# شورگل (بیله‌سوار)
شورگل بخشی است که در استان اردبیل،شهرستان جعفرآبادقرار دارد.

## جمعیت
بر اساس سرشماری سال ۱۳۸۵ جمعیت این روستا ۶۵۰ نفر با ۱۲۶ خانوار بوده‌است.